# Église Notre-Dame de Surieu
L'église Notre-Dame de Surieu appelée également Église Sainte-Marie de Surieu sur la commune de Saint-Romain-de-Surieu en Isère est un édifice roman situé sur le promontoire de l'ancien village de Surieu.
Depuis 1984 une communauté de carmélites s'est établie en monastère autour de cette église.

## Situation et histoire
L'église est perchée sur un promontoire siège du site castral, le château n'existe plus sauf une tour ronde distante de 90 mètres et des remparts autour du promontoire sur trois des côtés. Cette situation évoque une chapelle castrale. Le village de Surieu construit autour de son château alors chef-lieu de mandement, disparait au profit de Saint-Romain-de-Surieu et de la Chapelle-de-Surieu situés plus proche des voies de communications sur les rives de la Sanne 60 mètres plus bas dès la fin du XIVe siècle. Il persiste cependant une activité économique sur ce site : hôtellerie, chaudronnier, maréchal-ferrant... Les fouilles de sauvetage de 1980-1983 mettent en évidence une activité de potiers du XIe jusqu'au XVIe siècle.
La première mention semblant correspondre à cette chapelle date de 908 et avec plus de certitude dans une charte de 1075 dont la nature montre déjà son ancienneté. Elle est alors citée sous le vocable de Sainte Marie ou Marie mère de Dieu. Cette chapelle n'a pas de registre paroissial avant le début du XVIIIe siècle et ne devient paroissiale qu'après une importante restauration à la fin du XIXe. Elle bénéficie d'une nouvelle restauration au XXe siècle. La mairie de Saint-Romain-de-Surieu propose cette chapelle en 1980 aux carmélites qui font construire autour un monastère. Une quinzaine de moniales venant de Paray-le-Monial y vivent, la chapelle, sous le vocable de Notre-Dame, reste accessible
.
Elle bénéficie d'une inscription au titre des monuments historiques par arrêté du 19 octobre 1927.

## Description
L'église est orientée, son plan est simple: une nef non voûtée suivie d'un chœur à une travée, voûtée d'arêtes, se prolongeant par une abside voûtée en cul-de-four. Elle mesure 25 mètres sur 10 mètres environ. Un arc triomphal en plein cintre reposant sur des piliers  carrés cannelés sépare la nef du chœur. Si la plupart des élévations datent des restaurations il y a de nombreuses réutilisations de l'édifice primitif du XIe siècle, seule la travée du chœur parait ancienne sans la certitude qu'elle soit d'origine. La face nord est flanquée à son extrémité occidentale de la tour rectangulaire du clocher. Celle-ci est percée à son dernier étage de six paires de fenêtres bigéminées. 
La façade occidentale est ouverte par la porte principale surmontée d'une archivolte en plein cintre aux motifs géométriques. Il n'y a pas de tympan mais au-dessus de la porte un linteau sculpté en bas-relief présente des motifs d'entrelacs, et une croix cerclée au centre.
À l'intérieur, une barrière basse en bois dans la nef signale la clôture monastique. Une cuve baptismale en marbre blanc du XIIe siècle à l'entrée à droite fait partie des objets classés, au XIXe les paroissiens de Saint-Romain montaient à Notre-Dame pour les baptêmes. Une plaque sur le mur sud de la nef commémore le relèvement de l'édifice en 1871 par Joseph de Faure.

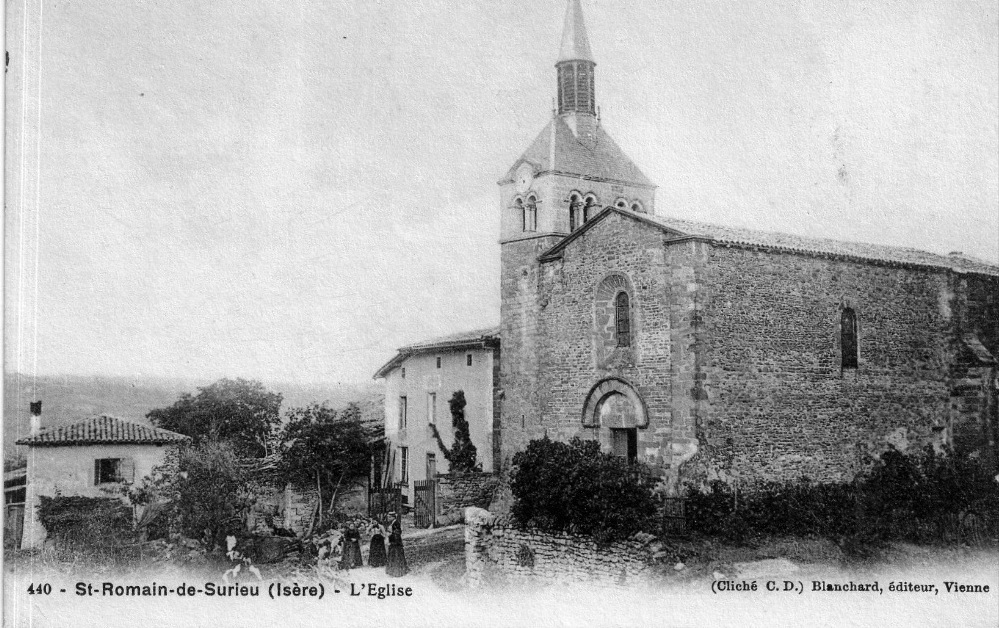
église Notre-Dame débur XXe siècle
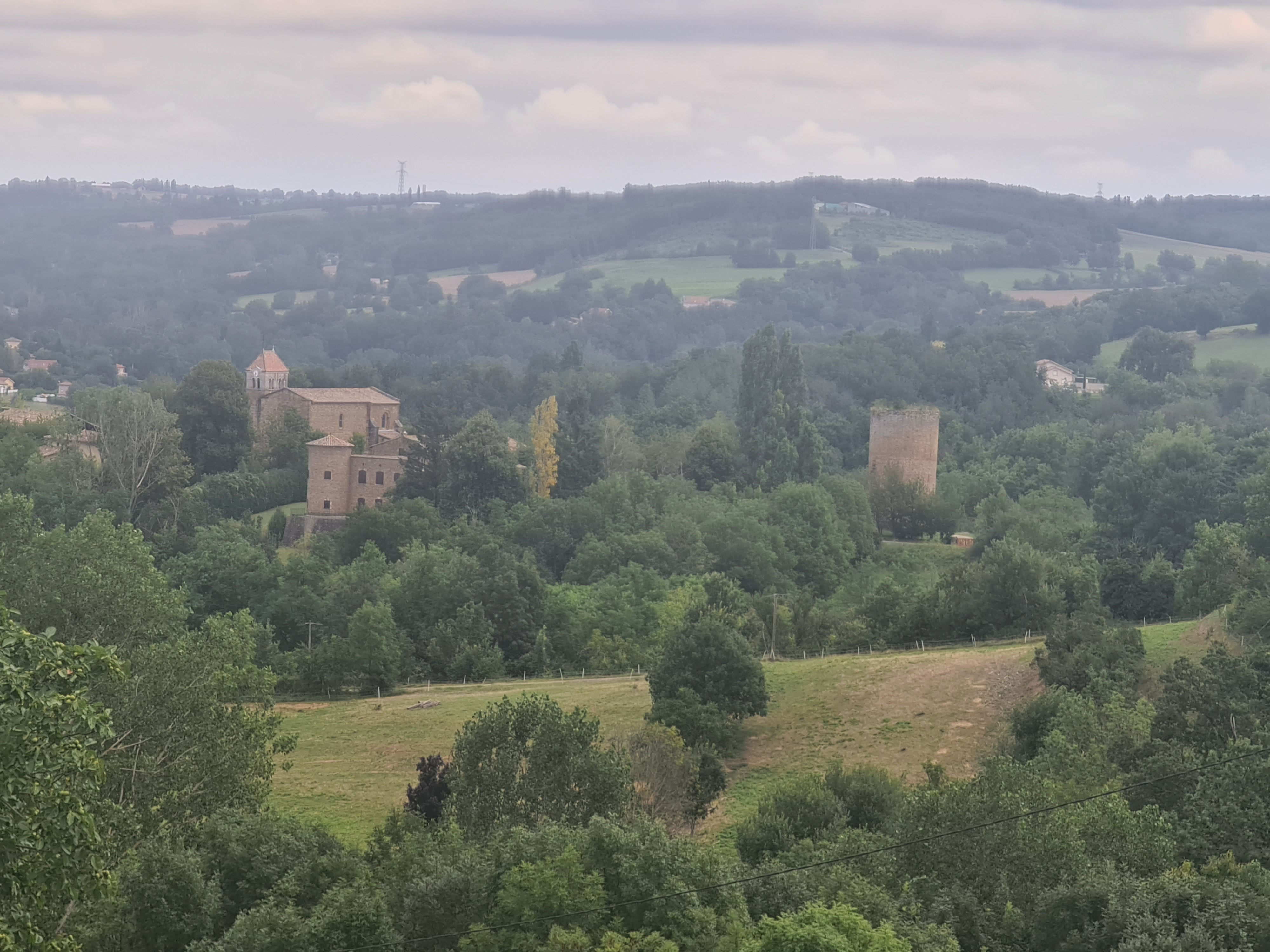
Le site castral: l'église, la tour, l'ancienne cure
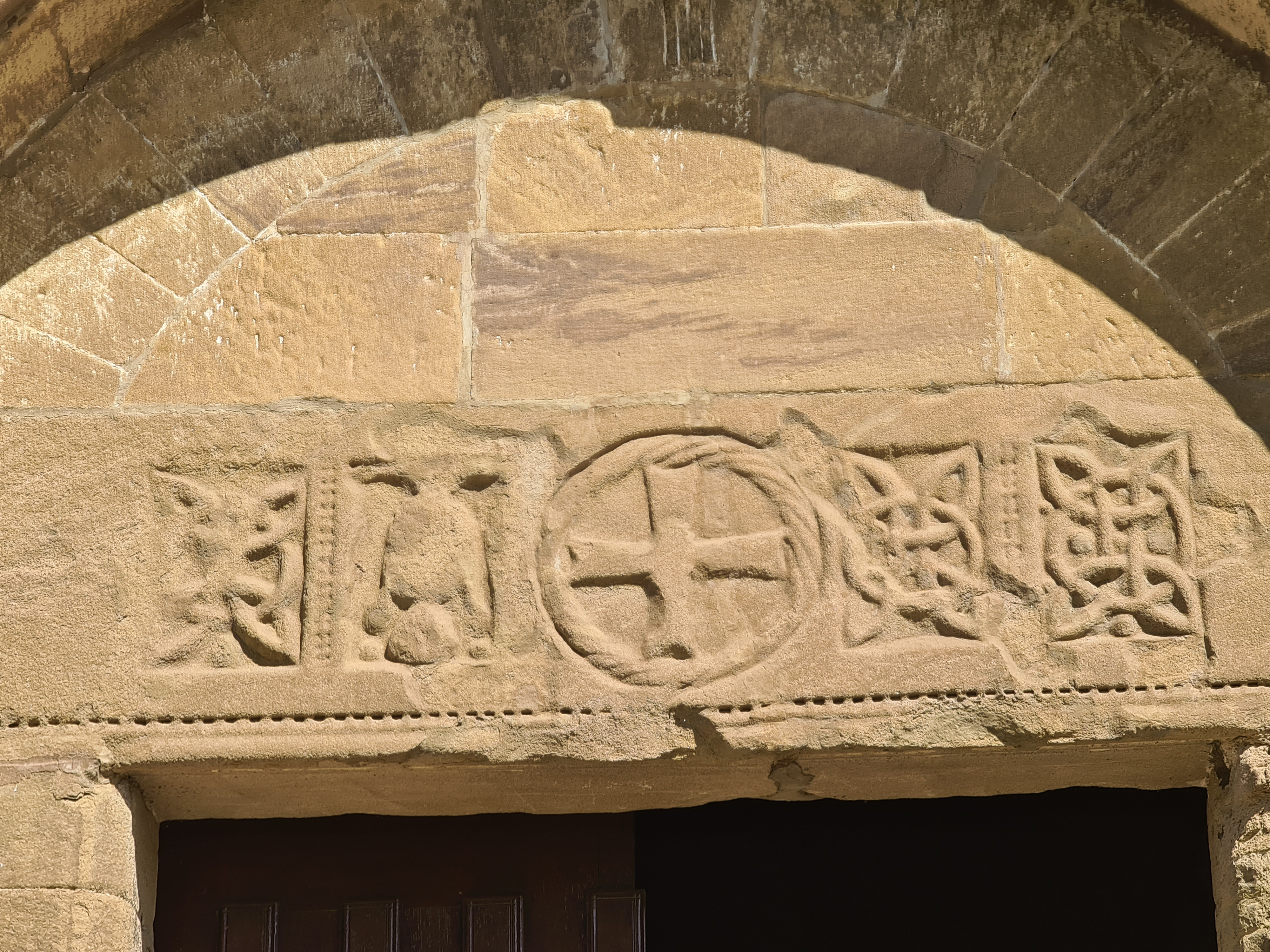
Linteau sculpté du porche occidental
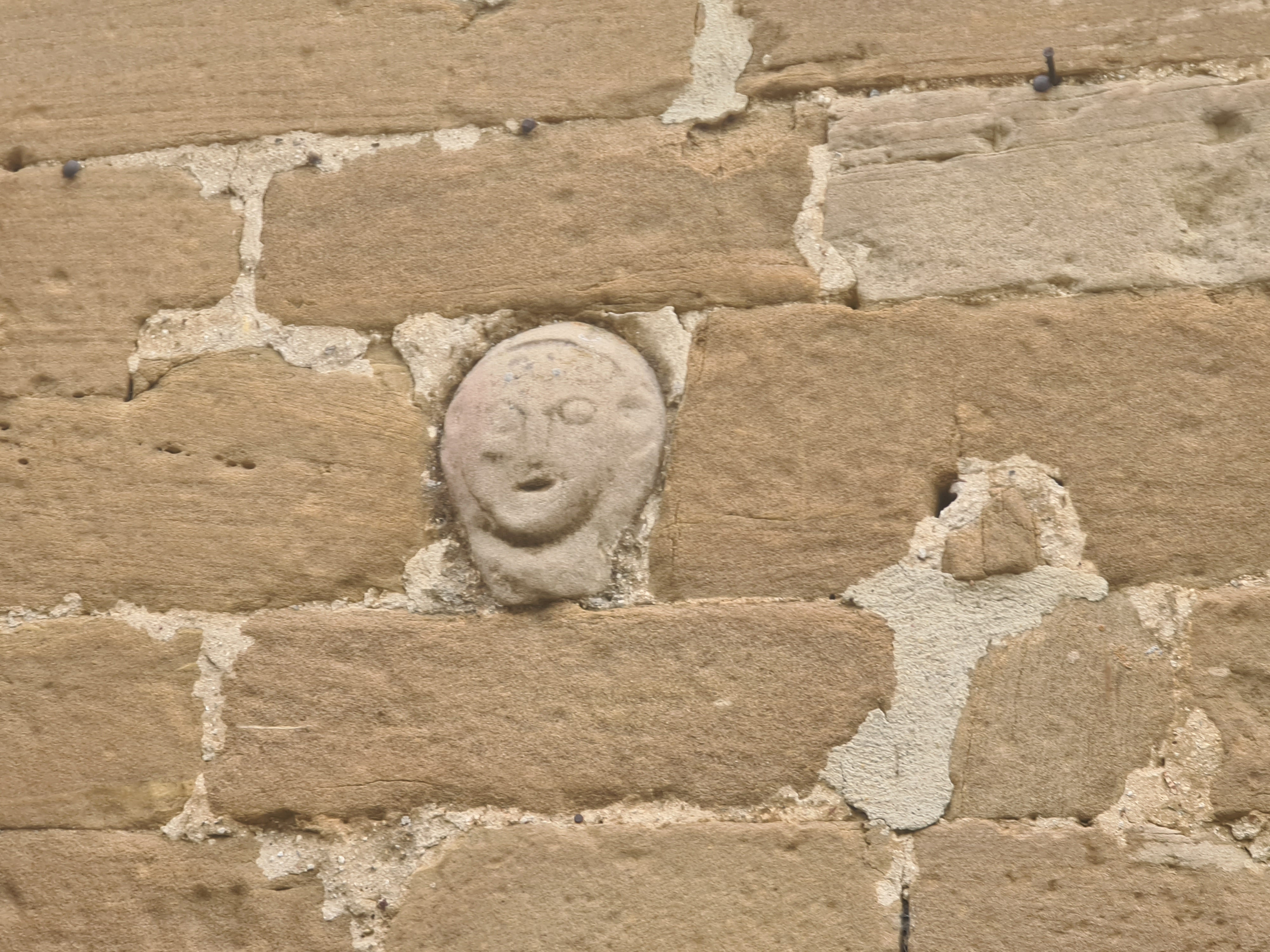
Facade occidentale, détail
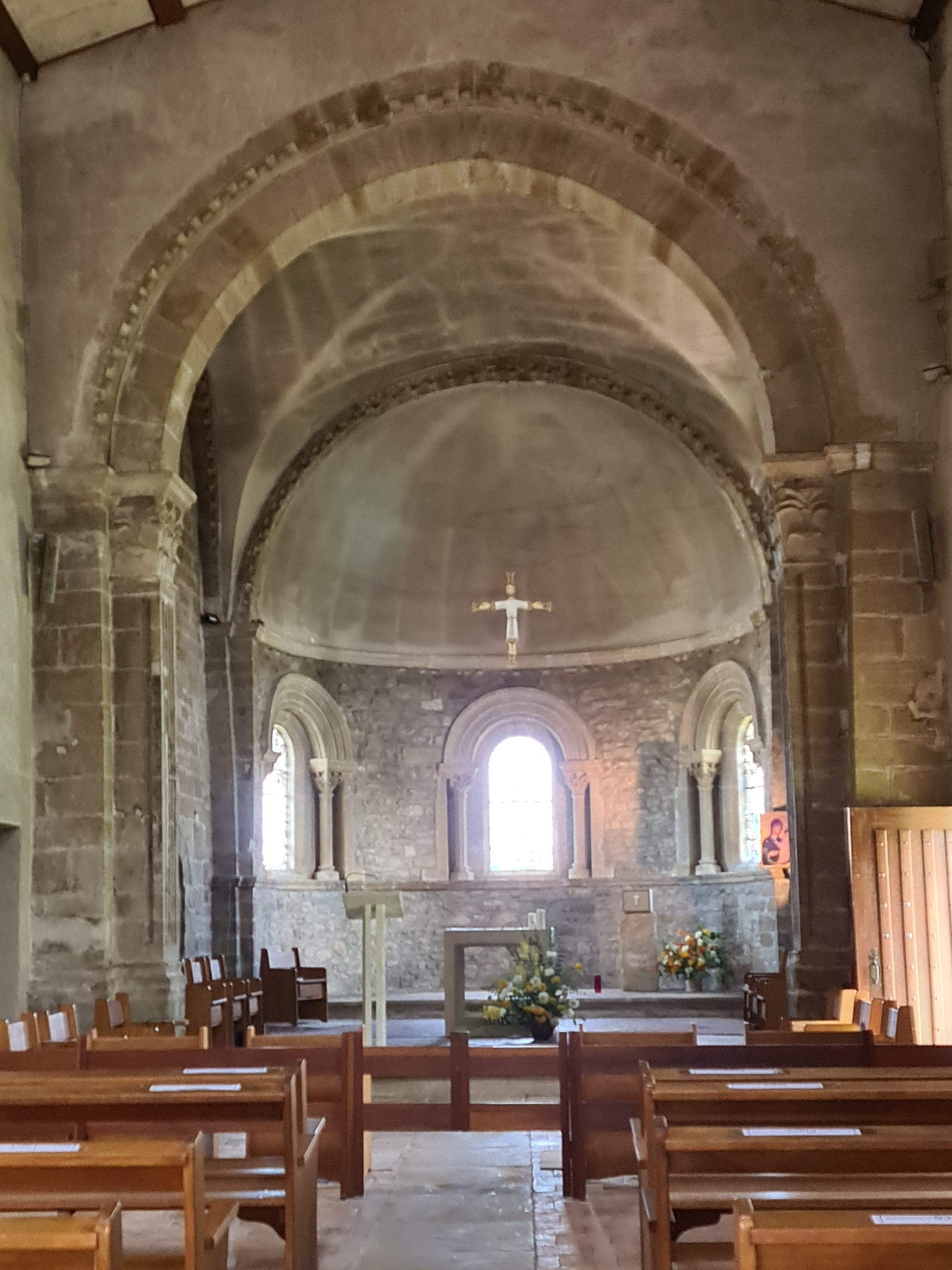
Arc triomphal et chœur
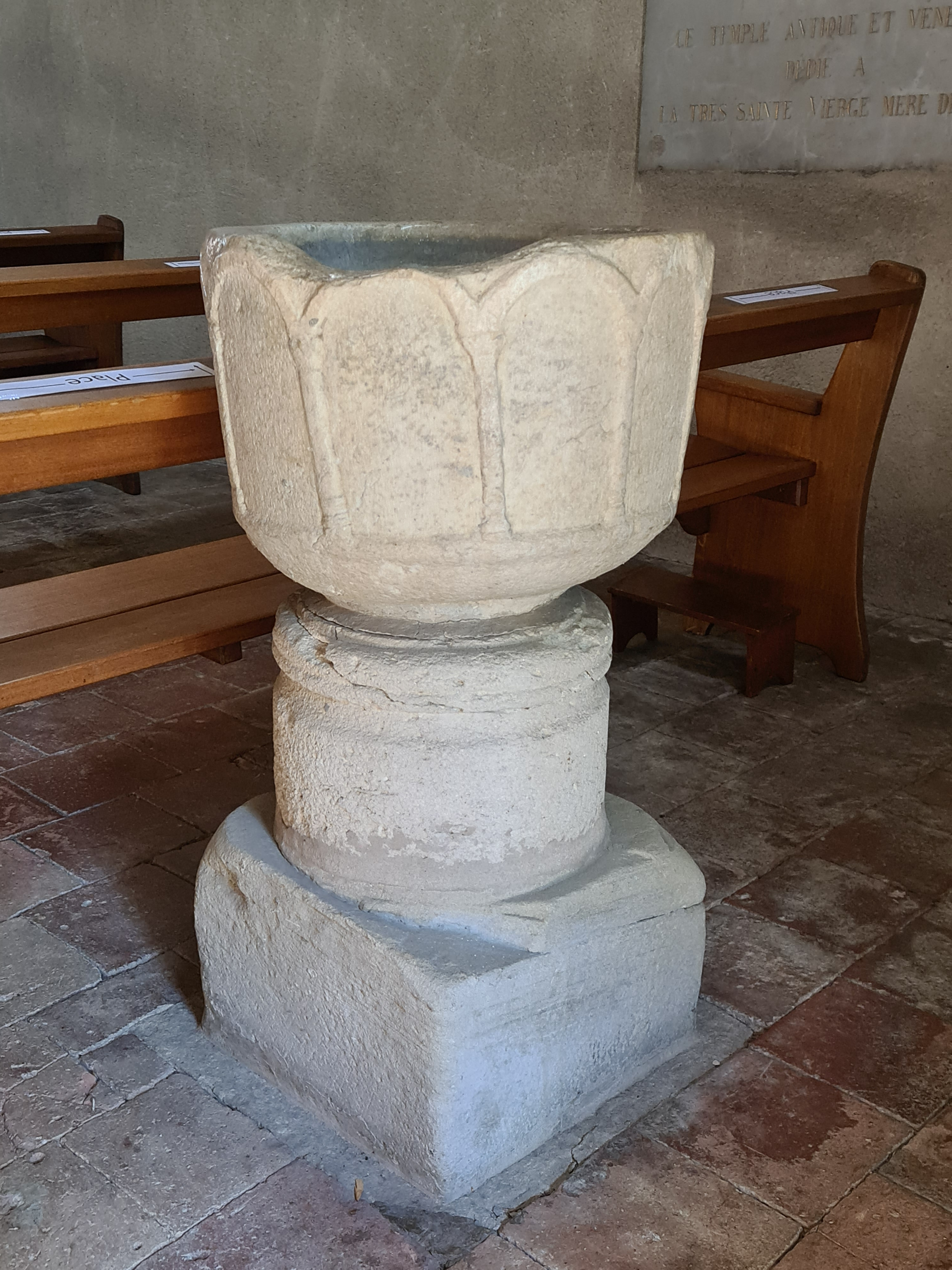
Cuve baptismale en marbre XIIe siècle